# Yōtei
Yōtei (jap. 羊蹄山 Yōtei-zan) – drzemiący wulkan w północnej Japonii, na południowo-zachodnim krańcu wyspy Hokkaidō. 
Zbudowany jest główne z andezytu oraz dacytu i jest najwyższym punktem zachodniej części wyspy. Yōtei leży na północ od jeziora Tōya, na północny zachód od jeziora Shikotsu oraz na południowy zachód od Sapporo, największego miasta w regionie. Jest także częścią Parku Narodowego Shikotsu-Tōya. 
Osiąga wysokość 1898 m n.p.m. Ostatnia znana erupcja tego wulkanu miała miejsce około 1050 r. p.n.e.